# Garamkovácsi
Garamkovácsi (szlovákul Kozárovce) község  Szlovákiában, a Nyitrai kerület Lévai járásában.

## Fekvése
Lévától 12 km-re északnyugatra, a Garam jobb partján fekszik.

## Története
1075-ben I. Géza király oklevelében Kouachi néven említik először. A garamszentbenedeki bencés apátsághoz tartozott. 1241-ben a tatárok a környékbeli falvakkal együtt elpusztították. 1433-ban a Felvidékre betörő lengyelek rabolták ki a települést. 1530-ban és 1581-ben a török fosztotta ki. 1647-ben az esztergomi pasa támadta meg és gyújtotta fel a falut. 1683-ban Lotaringiai Károly török ellen harcoló két ezrede telelt át a faluban. 1755-ben 608-an lakták. 1763-ban egy tűzvészben az egész falu leégett. 1779-ben 724, 1828-ban 136 házában 898 lakosa volt. Lakói főként mezőgazdasággal foglalkoztak. 1878-ban nagy árvíz pusztított.
Vályi András szerint "KOVÁCSI. Bars Várm. földes Ura H. Eszterházy Uraság, lakosai külömbfélék, fekszik Mellékhez nem meszsze, mellynek filiája, fája van, szőleje gyűmöltsös fákkal bővelkedik, legelője elég, el adásra alkalmatos módgya van a’ Bánya Városokban, és Szent Benedeken, melly alig vagyon fél órányira hozzá."
Fényes Elek szerint "Kovácsi, (Kaszarovecz), Bars m. tót falu, Sz. Benedekhez 1/2 mfld, 890 kath. lak., kik bort és gyümölcsöt termesztenek. F. u. az esztergomi káptalan. Ut. p. Léva."
A trianoni békeszerződésig Bars vármegye Aranyosmaróti járásához tartozott.

## Népessége
| Év:            | 1994. | 2004.   | 2014.   | 2024.   |
| -------------- | ----- | ------- | ------- | ------- |
| Emberek száma: | 1865  | 1963    | 2012    | 2080    |
| Eltérés:       |       | +5,25 % | +2,49 % | +3,37 % |

| Év:            | 2023. | 2024.   |
| -------------- | ----- | ------- |
| Emberek száma: | 2089  | 2080    |
| Eltérés:       |       | -0,43 % |

1880-ban 1214 lakosából 1096 szlovák és 96 magyar anyanyelvű volt.
1890-ben 1343 lakosából 1269 szlovák és 48 magyar anyanyelvű volt.
1900-ban 1594 lakosából 1514 szlovák és 63 magyar anyanyelvű volt.
1910-ben 1621 lakosából 1442 szlovák és 175 magyar anyanyelvű volt.
1921-ben 1774 lakosából 1703 csehszlovák és 43 magyar volt.
1930-ban 1869 lakosából 1863 csehszlovák és 4 magyar volt.
1991-ben 1894 lakosából 1792 szlovák és 8 magyar volt.
2001-ben 1902 lakosából 1780 szlovák és 10 magyar volt.
2011-ben 1998 lakosából 1887 szlovák és 9 magyar volt.
2021-ben 2082 lakosából 11 (+4) magyar, 1955 (+5) szlovák, 17 (+146) cigány, 12 egyéb és 87 ismeretlen nemzetiségű volt.

## Nevezetességei
- Szent Fülöp és Jakab apostolok tiszteletére szentelt római katolikus temploma a 16. században épült, 1718-ban barokk stílusban építették át. 1790-ben és 1927-ben megújították.
- A temetőben levő kápolna a 19. században épült klasszicista stílusban.

## Külső hivatkozások
- Hivatalos oldal
- Községinfó
- Garamkovácsi Szlovákia térképén
- Travelatlas.sk
- A falu a Barsi régió honlapján.
- E-obce.sk Archiválva 2013. június 7-i dátummal a Wayback Machine-ben